# Płaczewo (powiat starogardzki)
Płaczewo – kolonia kociewska na Pojezierzu Starogardzkim w Polsce położona w województwie pomorskim, w powiecie starogardzkim, w gminie Starogard Gdański nad zachodnim brzegiem jeziora Płaczewo.
W latach 1975–1998 miejscowość administracyjnie należała do województwa gdańskiego.